# تشيبريان تاتاروشانو
أنتون تشيبريان تاتاروشانو (بالرومانية: Anton Ciprian Tătărușanu)‏ هو لاعب كُرة قدم روماني في مركز حراسة مرمى ولد في يوم 9 فبراير 1986 في مدينة بوخارست عاصمة رومانيا وهو يلعب حالياً في الدوري السعودي مع نادي أبها، كما سبق له اللعب مع غلوريا بيستوريتا وستيوا بوخارست ويوفنتوس بوخارست في رومانيا وفيورنتينا في إيطاليا ومن ثم نانت وأولمبيك ليون في فرنسا و إيه سي ميلان ونادي أبها السعودي. ولعب مع منتخب رومانيا لكرة القدم ويبلغ طوله 198 سم.

## مسيرته الكروية
لعب تشيبريان تاتاروشانو خلال مسيرته الاحترافية مع 6 أندية في سبعة عشر موسمًا ولم يسجل خلالها أي هدف ضمن 354 مباراة. حيث فاز في موسم واحد بالكأس وفي موسمين بالدوري.
خاض تشيبريان تاتاروشانو مسيرته مع ASC Daco-Getica București ‏ في موسم 2003–04 واستمر معه طيلة ثلاثة مواسم، مشاركًا في 29 مباراة ولم يسجل أي هدف. ثم انتقل إلى غلوريا بيستريتسا ‏ في موسم 2006–07 واستمر معه طيلة ثلاثة مواسم، حيث شارك في 45 مباراة ولم يسجل أي هدف أيضًا. لينتقل بعدها إلى نادي ستيوا بوخارست في موسم 2009–10 ليلعب معه خمسة مواسم، مشاركًا في 133 مباراة ولم يسجل أي هدف أيضًا. ثم انتقل إلى نادي فيورنتينا في موسم 2014–15 واستمر معه طيلة ثلاثة مواسم، مشاركًا في 81 مباراة ولم يسجل أي هدف أيضًا. هذا وانتقل لاحقًا إلى نادي نانت في موسم 2017–18 ولمدة موسمين، مشاركًا في 64 مباراة ولم يسجل أي هدف أيضًا. ثم انتقل بعدها إلى نادي أولمبيك ليون في موسم 2019–20 لمدة موسم واحد، مشاركًا في مباراتين ولم يسجل أي هدف أيضًا.

## روابط خارجية
- تشيبريان تاتاروشانو على موقع الاتحاد الدولي (مؤرشف)  (الإنجليزية)
- تشيبريان تاتاروشانو على موقع الاتحاد الأوربي (الإنجليزية)
- تشيبريان تاتاروشانو على موقع قاعدة بيانات كرة القدم.إي يو (الإنجليزية)
- تشيبريان تاتاروشانو على موقع ليكيب (الفرنسية)
- تشيبريان تاتاروشانو على موقع ناشيونال فوتبول تيمز (الإنجليزية)
- تشيبريان تاتاروشانو على موقع Soccerway.com (الإنجليزية)
- تشيبريان تاتاروشانو على موقع عالم كرة القدم.نت (الإنجليزية)
- تشيبريان تاتاروشانو على موقع AS.com (الإسبانية)